# تريفور ماك
تريفور ماك هو مخرج كندي، ولد في 28 يونيو 1992 في فانكوفر في كندا.

## وصلات خارجية
- تريفور ماك على موقع IMDb (الإنجليزية)
- تريفور ماك على موقع قاعدة بيانات الفيلم (الإنجليزية)